# Idioma korubo
El korubo es una lengua indígena no clasificada hablada por los korubo, un pequeño grupo étnico no contactado efectivamente hasta 1996. Los korubo viven en el valle del Javari en el extremo occidental del estado brasileño de Amazonas y se ha estimado su número en unos 150 (1996).
Dada su ubicación geográfica y otras evidencias se ha sugerido que el korubo, podría ser una lengua pano e incluso una variante de marubo.
- Datos: Q3199022